# 兄弟 (無綫電視劇)
《兄弟》（英語：Fist Fight），是香港電視廣播有限公司拍攝製作的時裝動作警匪懸疑查案科幻奇幻電視劇，由王浩信、楊明、伍允龍、江嘉敏、朱晨麗、劉穎鏇及陳庭欣領銜主演，並由石修、許家傑及曾偉權聯合演出，採用阿萊艾美拉攝影機拍攝，編審葉天成，監製林志華。
故事以失散多年的親兄弟做背景，講及三兄弟因1997年的金融風暴而各散東西，長大後重聚卻發現沖散他們一家人的原因，原來埋藏着極大的陰謀。
此劇為2018無綫節目巡禮13部劇集之一及2018年香港國際影視展17部推介劇集之一，亦為無線電視51周年3部台慶劇之一，並與優酷同步播放。同时也是TVB星河频道在2021年中星河周年钜献时段剧集之一。

## 播出時間
| 频道        | 所在地      | 播映日期       | 播出時間                       | 备注 |
| ----------- | ----------- | -------------- | ------------------------------ | ---- |
| 優酷視頻    | 中国        | 2018年11月12日 | VIP每星期一至五 20:30 更新一集 |      |
| 翡翠台      | 香港 / 澳門 | 2018年11月12日 | 星期一至五 20:30               |      |
| Astro AOD   | 马来西亚    | 2018年11月12日 | 星期一至五 20:30               |      |
| HUB戲劇首選 | 新加坡      | 2018年11月12日 | 星期一至五 20:30               |      |

## 演員表

### 高家
| 演員            | 角色   | 暱稱／關係 |
| 湯俊明          | 高展昌 | 金融危機應變小組成員 何鐵男（高皓然）、張非凡（高皓鳴）、夏天行（高皓謙）之父 因發現展國鋒等人綁架了龐士佳的兒子而被滅口 已去世（第20、23、27、29集） |
| 甄詠珊          | 敏     | 高展昌之妻，已去世（第20、27、29集） |
| 伍允龍          | 高皓然 | Iron 重案組警長，後辭職／拳擊高手 化名：何铁男 葉麗鳳之乾子兼養子 高展昌之長子 張非凡（高皓鳴）、夏天行（高皓謙）之兄 1986年出生，2018年逝世 富有正義感，但性格暴躁和衝動 與楊青青有感情線，後成為其男友，最後為其夫 陳鈴之暗戀相象 黃達中之下屬，與其不和，後反目 張偉德、譚梓良、呂逸朗、區超洪之上司 羅英奇之二徒弟，並被其憎恨，後被其假扮和好 於第11集得知與夏天行互相感應的原因並驗基因，但報告被張非凡收買的醫生換走，後於第14集得知真相 於第19集打贏拳賽後與張非凡產生感應，但以為是徐德寶 於第26集假裝被擊斃向楊青青求婚成功，並開始懷疑尹成亨是騎士會的身份 於第27集和尹成亨在英國對質時表面上與其互相槍殺身亡，但被夏天行誤會兇手是張非凡，實為被展國鋒擊斃 於第30集與張非凡互相感應，到VR世界擊退龐士佳的手下及勸止張非凡殺死龐士佳，最後在VR世界和張非凡及夏天行短暫重聚及最後道別 |
| 羅梓龍 （童年） | 高皓鸣 | Fever、Cupcake Fever（左艷芬專稱） 非揚集團創辦人／著名KOL／網絡教主 化名：张非凡 1988年出生 高展昌之次子 何鐵男（高皓然）之弟 夏天行（高皓謙）之兄，初時不和，後一度和好，但因何鐵男被槍殺關係再度惡化，最後得知真兇是展國鋒而和好 性格冷酷寡言，不懂得表達情感，經常把感情收藏在心 張大榮之養子，與其關係要好 張彩瑤之養弟，與其感情要好 左艷芬之忘年之交 與馬斯婷有感情線，後為其男友 蔣萬祺之天敵 於第1集舉辦拳賽（實為幫助羅基與Rosa隱世埋名），卻被仇家綁架，後被夏天行等人拯救 於第2集被羅基請求前往菲律賓尋找Rosa 於第3集前往菲律賓，後拿三萬收買馬斯婷把信交給Rosa而間接令其被PDS綁架 於第4集救走馬斯婷及Rosa，並在Rosa被捕前把其與羅基共有的紋身拍下而得到英國開發的全球監測系統及暗中對付政府的匿名者名單 於第5集懷疑馬斯婷監守自盜，後得悉真相並對其加深了解 於第6集捲入命案，為查應金培，高調競投少女Sandra的初夜，並被其喜歡 於第12集為救被蔣萬祺綁架的張彩瑤而退選創科局局長的職位，但令非揚集團聲名受損，後與游北海合計揭穿沈美雅是內奸，但仍給其一個機會並用私人帳戶送三百萬給其，而得到馬斯婷的改觀 於第21集得知馬斯婷患上遺傳性認知障礙症而决定承諾終身守護她 於第23集與蔣萬祺遇到槍擊受傷入院，後康復（實為自己設的局） 於第24集被夏天行怀疑是殺害呂慧冰的兇手 於第25集因資料外泄而破產，並出售給尹成亨 於第25集脱離嫌疑與夏天行、何鐵男相認並和好 於第26集加入騎士會 於第27集再度被夏天行懷疑殺害何鐵男（實為展國鋒嫁禍） 於第28集成為騎士會主席 於第29集得知展國鋒是殺害何鐵男的兇手 於第29集為尋找龐士佳而冒險進入VR世界，險被VR世界內龐士佳的手下所殺，但仍然引致腦細胞受損而昏迷（其後甦醒） 於第30集在VR世界被龐士佳的手下追殺時與已經死去的何鐵男互相感應，召喚何鐵男到VR世界擊退龐士佳的手下，最後和夏天行在VR世界與何鐵男短暫重聚及最後道別 口頭禪：比你估到就唔Fever啦！／Fe唔Fever先？／得網絡，得世界 / 終於駁翻條RAM啦喎！ |
| 林俊其 （少年） | 高皓鸣 | Fever、Cupcake Fever（左艷芬專稱） 非揚集團創辦人／著名KOL／網絡教主 化名：张非凡 1988年出生 高展昌之次子 何鐵男（高皓然）之弟 夏天行（高皓謙）之兄，初時不和，後一度和好，但因何鐵男被槍殺關係再度惡化，最後得知真兇是展國鋒而和好 性格冷酷寡言，不懂得表達情感，經常把感情收藏在心 張大榮之養子，與其關係要好 張彩瑤之養弟，與其感情要好 左艷芬之忘年之交 與馬斯婷有感情線，後為其男友 蔣萬祺之天敵 於第1集舉辦拳賽（實為幫助羅基與Rosa隱世埋名），卻被仇家綁架，後被夏天行等人拯救 於第2集被羅基請求前往菲律賓尋找Rosa 於第3集前往菲律賓，後拿三萬收買馬斯婷把信交給Rosa而間接令其被PDS綁架 於第4集救走馬斯婷及Rosa，並在Rosa被捕前把其與羅基共有的紋身拍下而得到英國開發的全球監測系統及暗中對付政府的匿名者名單 於第5集懷疑馬斯婷監守自盜，後得悉真相並對其加深了解 於第6集捲入命案，為查應金培，高調競投少女Sandra的初夜，並被其喜歡 於第12集為救被蔣萬祺綁架的張彩瑤而退選創科局局長的職位，但令非揚集團聲名受損，後與游北海合計揭穿沈美雅是內奸，但仍給其一個機會並用私人帳戶送三百萬給其，而得到馬斯婷的改觀 於第21集得知馬斯婷患上遺傳性認知障礙症而决定承諾終身守護她 於第23集與蔣萬祺遇到槍擊受傷入院，後康復（實為自己設的局） 於第24集被夏天行怀疑是殺害呂慧冰的兇手 於第25集因資料外泄而破產，並出售給尹成亨 於第25集脱離嫌疑與夏天行、何鐵男相認並和好 於第26集加入騎士會 於第27集再度被夏天行懷疑殺害何鐵男（實為展國鋒嫁禍） 於第28集成為騎士會主席 於第29集得知展國鋒是殺害何鐵男的兇手 於第29集為尋找龐士佳而冒險進入VR世界，險被VR世界內龐士佳的手下所殺，但仍然引致腦細胞受損而昏迷（其後甦醒） 於第30集在VR世界被龐士佳的手下追殺時與已經死去的何鐵男互相感應，召喚何鐵男到VR世界擊退龐士佳的手下，最後和夏天行在VR世界與何鐵男短暫重聚及最後道別 口頭禪：比你估到就唔Fever啦！／Fe唔Fever先？／得網絡，得世界 / 終於駁翻條RAM啦喎！ |
| 王浩信          | 高皓鸣 | Fever、Cupcake Fever（左艷芬專稱） 非揚集團創辦人／著名KOL／網絡教主 化名：张非凡 1988年出生 高展昌之次子 何鐵男（高皓然）之弟 夏天行（高皓謙）之兄，初時不和，後一度和好，但因何鐵男被槍殺關係再度惡化，最後得知真兇是展國鋒而和好 性格冷酷寡言，不懂得表達情感，經常把感情收藏在心 張大榮之養子，與其關係要好 張彩瑤之養弟，與其感情要好 左艷芬之忘年之交 與馬斯婷有感情線，後為其男友 蔣萬祺之天敵 於第1集舉辦拳賽（實為幫助羅基與Rosa隱世埋名），卻被仇家綁架，後被夏天行等人拯救 於第2集被羅基請求前往菲律賓尋找Rosa 於第3集前往菲律賓，後拿三萬收買馬斯婷把信交給Rosa而間接令其被PDS綁架 於第4集救走馬斯婷及Rosa，並在Rosa被捕前把其與羅基共有的紋身拍下而得到英國開發的全球監測系統及暗中對付政府的匿名者名單 於第5集懷疑馬斯婷監守自盜，後得悉真相並對其加深了解 於第6集捲入命案，為查應金培，高調競投少女Sandra的初夜，並被其喜歡 於第12集為救被蔣萬祺綁架的張彩瑤而退選創科局局長的職位，但令非揚集團聲名受損，後與游北海合計揭穿沈美雅是內奸，但仍給其一個機會並用私人帳戶送三百萬給其，而得到馬斯婷的改觀 於第21集得知馬斯婷患上遺傳性認知障礙症而决定承諾終身守護她 於第23集與蔣萬祺遇到槍擊受傷入院，後康復（實為自己設的局） 於第24集被夏天行怀疑是殺害呂慧冰的兇手 於第25集因資料外泄而破產，並出售給尹成亨 於第25集脱離嫌疑與夏天行、何鐵男相認並和好 於第26集加入騎士會 於第27集再度被夏天行懷疑殺害何鐵男（實為展國鋒嫁禍） 於第28集成為騎士會主席 於第29集得知展國鋒是殺害何鐵男的兇手 於第29集為尋找龐士佳而冒險進入VR世界，險被VR世界內龐士佳的手下所殺，但仍然引致腦細胞受損而昏迷（其後甦醒） 於第30集在VR世界被龐士佳的手下追殺時與已經死去的何鐵男互相感應，召喚何鐵男到VR世界擊退龐士佳的手下，最後和夏天行在VR世界與何鐵男短暫重聚及最後道別 口頭禪：比你估到就唔Fever啦！／Fe唔Fever先？／得網絡，得世界 / 終於駁翻條RAM啦喎！ |
| 梁彥宗 （少年） | 高皓谦 | Leo 前英國M9特務／威信私人保鏢主管／射擊高手 英國長大，表面雖冷酷無情，實為外冷內熱 化名：夏天行 高展昌之幼子 歐陽烈之養子，並憎恨以及虐待其 何鐵男（高皓然）、張非凡（高皓鳴）之弟 1990年出生 與張非凡初時不和，後一度和好，但因何鐵男被槍殺關係再度惡化，最後得知真兇是展國鋒而和好 與陳鈴有感情線並暗戀其，後為其男友 呂慧冰、石東升之伯樂及戰友 多年來調查自己的身世 於第11集得知與何鐵男互相感應的原因並驗基因但報告被張非凡指使的醫生換走，卻發現自己與何鐵男被其跟蹤而指使呂慧冰及石東升調查後得知真相 於第24集因呂慧冰被殺身亡而向張非凡報仇欲殺其，後產生感應而收手 於第25集因得知自己誤會張非凡而與他和好並相認 於第26集開始懷疑騎士會的人並與何鐵男偷聽展國鋒和顏世柱所說的話 於第27集因感應看到張非凡在何鐵男面前舉槍而懷疑張非凡殺害他 於第28集因跟蹤徐德寶而發現展國鋒形跡可疑 於第28集被展國鋒誣衊成殺死徐德寶的兇手 於第29集得知展國鋒是殺害何鐵男的兇手 於第30集與張非凡及已經死去的何鐵男互相感應，和張非凡在VR世界與何鐵男短暫重聚及最後道別，最後與陳鈴前往菲律賓展開新生活 |
| 楊 明           | 高皓谦 | Leo 前英國M9特務／威信私人保鏢主管／射擊高手 英國長大，表面雖冷酷無情，實為外冷內熱 化名：夏天行 高展昌之幼子 歐陽烈之養子，並憎恨以及虐待其 何鐵男（高皓然）、張非凡（高皓鳴）之弟 1990年出生 與張非凡初時不和，後一度和好，但因何鐵男被槍殺關係再度惡化，最後得知真兇是展國鋒而和好 與陳鈴有感情線並暗戀其，後為其男友 呂慧冰、石東升之伯樂及戰友 多年來調查自己的身世 於第11集得知與何鐵男互相感應的原因並驗基因但報告被張非凡指使的醫生換走，卻發現自己與何鐵男被其跟蹤而指使呂慧冰及石東升調查後得知真相 於第24集因呂慧冰被殺身亡而向張非凡報仇欲殺其，後產生感應而收手 於第25集因得知自己誤會張非凡而與他和好並相認 於第26集開始懷疑騎士會的人並與何鐵男偷聽展國鋒和顏世柱所說的話 於第27集因感應看到張非凡在何鐵男面前舉槍而懷疑張非凡殺害他 於第28集因跟蹤徐德寶而發現展國鋒形跡可疑 於第28集被展國鋒誣衊成殺死徐德寶的兇手 於第29集得知展國鋒是殺害何鐵男的兇手 於第30集與張非凡及已經死去的何鐵男互相感應，和張非凡在VR世界與何鐵男短暫重聚及最後道別，最後與陳鈴前往菲律賓展開新生活 |

### 張家
| 演員            | 角色   | 暱稱／關係 |
| 張武孝          | 張大榮 | Big Big 哥 前社團龍頭／電影公司老闆 張彩瑤之父 張非凡之養父，與其關係要好 趙百年、查可富之好友 於第12集為救張彩瑤被前手下搶票損失金額，後被威信保安公司救回 於第23集與張非凡吵架而離家出走租住酒店，於第25集才折返回家 |
| 沈可欣          | 張彩瑤 | Yolanda、Yo姐 張大榮之女 張非凡之養姐，與其感情要好 於第12集被世叔伯綁架，後被蔣萬祺派人綁上綁架 於第13集獲釋 於第23集陪同張大榮離家後勸其而回家                                                                       |
| 羅梓龍 （童年） | 張非凡 | Fever、Cupcake Fever（左艷芬專稱） 本名：高皓鳴 参见高家 |
| 林俊其 （少年） | 張非凡 | Fever、Cupcake Fever（左艷芬專稱） 本名：高皓鳴 参见高家 |
| 王浩信          | 張非凡 | Fever、Cupcake Fever（左艷芬專稱） 本名：高皓鳴 参见高家 |

### 何家
| 演員   | 角色   | 暱稱／關係                                          |
| 呂 珊  | 葉麗鳳 | 麗姐 歌手 何鐵男之乾媽兼養母 陳來之好友 於第2集登場 |
| 伍允龍 | 何鐵男 | Iron 本名：高皓然 参见高家                          |

### 馬家
| 演員   | 角色   | 暱稱／關係 |
| 梁舜燕 | 左艷芬 | Diana 馬卓傑之母 馬斯婷之祖母，與其相依為命 患有腦退化症，以為自己是富婆，亦因此一時清醒一時糊塗 張非凡之好友 於第5集遭蔣萬祺搶下假的藍石寶石而受傷入院，最後康復 於第19集入院得知認知障礙症惡化 |
|        | 馬卓傑 | 左艷芬之亡子 馬斯婷之亡父 數年前與蔣萬祺合作時被其陷害導致，並被迫與妻子跳樓自殺身亡 |
| 江嘉敏 | 馬斯婷 | Sitting、中童（張非凡專稱） 1994年出生 威信場地保鏢，後為張非凡的私人保鑣 因金融風暴致家道中落 雖貪錢但不會做出不當行為，為了照顧祖母而努力賺錢養家 馬卓傑之女 左艷芬之孫女，與其相依為命 與張非凡有感情線，後為其女友 蔣萬祺之仇家 楊青青、陳鈴之好姐妹 於第3集與Rosa被PDS綁架 於第4集被何鐵男，張非凡及夏天行救回 於第5集被懷疑監守自盜，被查出身世證明無辜 於第12集因得知張非凡幫助沈美雅而對其改觀，關係漸漸轉好 於第14集因網上留言被記者追訪遭展國峰暫時停職 於第15集被張非凡推薦加入心戰室 於第21集確診患上遺傳性認知障礙症 於第27集差點忘記張非凡，幸憑約定密碼而終記起他 於第30集為救張非凡等人而引開John Smith，但意外撞傷頭部後一度墮海失蹤，最後在英國與張非凡相認 |

### 贾家
| 演員   | 角色   | 暱稱／關係 |
| 姚 兵  | 賈漢生 | 警察 楊青青（賈青青）之父 21年前帶張非凡、夏天行前往英國後失蹤，實為被駱志堅及龍家俊殺害（第4、20-21、27、29集） |
| 朱晨麗 | 贾青青 | Madam Young、青青 總督察 化名：杨青青 賈漢生之女 尹成亨之世侄女， 後為契女 與何鐵男有感情線，後為其女友，及后成夫妻 馬斯婷、陳鈴之好姐妹 於第2集登場 於第3集險被羅基殺害 於第20集堅稱賈漢生是清白 於第26集答應何鐵男的求婚，成為其妻 於第30集拘捕龐士佳，最後其拿着何鐵男的遺照前往英國暫住兩個月，用水路方式由倫敦環遊至威爾斯 |

### 陳家
| 演員           | 角色  | 暱稱／關係 |
| 曾偉權         | 陳 來 | 來叔 肉檔老闆／假證件製作人 本名：陳波 陳鈴之父 葉麗鳳之好友 原本不贊成女兒當拳手，後發現她的决心而決定支持她 21年前送假證件給賈漢生後在健樂樓火災時看到其而以為其是真兇，之後不想被捕而隠瞞真相 於第5集登場 於第20集向葉麗鳳告白 |
| 陳偲穎（童年） | 陳 鈴 | Zero 西洋拳女拳手／教練 陳來之女 與夏天行有感情線並被其暗戀，後為其女友 馬斯婷、楊青青之好姐妹 暗戀何鐵男，後放棄 夢想是想成為拳手，小時候看到拳賽而更加想變強 於第4集登場 於第7集患上腰椎退化而不能再打拳 於第8集得到夏天行勸解而成為女教練 於第16集險被黑幫推下橋殺害，後被何鐵男救回 於第17集得知何鐵男是當年仰慕的拳手 於第26集承諾終身陪伴夏天行在他身邊 於第30集與夏天行前往菲律賓展開新生活 |
| 劉穎鏇         | 陳 鈴 | Zero 西洋拳女拳手／教練 陳來之女 與夏天行有感情線並被其暗戀，後為其女友 馬斯婷、楊青青之好姐妹 暗戀何鐵男，後放棄 夢想是想成為拳手，小時候看到拳賽而更加想變強 於第4集登場 於第7集患上腰椎退化而不能再打拳 於第8集得到夏天行勸解而成為女教練 於第16集險被黑幫推下橋殺害，後被何鐵男救回 於第17集得知何鐵男是當年仰慕的拳手 於第26集承諾終身陪伴夏天行在他身邊 於第30集與夏天行前往菲律賓展開新生活 |

### 威信國際保安公司
| 演員            | 角色   | 暱稱／關係 |
| 鄭子誠          | 展國鋒 | 本劇第二大反派 Raymond、展Sir 營運總監 夏天行之上司 |
| 梁彥宗 （少年） | 夏天行 | Leo 本名：高皓謙 参见高家 |
| 楊 明           | 夏天行 | Leo 本名：高皓謙 参见高家 |
| 陳庭欣          | 呂慧冰 | Olivia、Oli、Oli姐 前英國M9線人／私人保鏢副主管 夏天行之好友兼助手，並暗戀其 在英國時，曾協助M9搗破格雷兄弟但不被承認線人身份，並因此入獄一年，獲釋後因夏天行的不離不棄，而選擇追隨其成為私人保鏢 於第11集遭格雷兄弟綁架被打至重傷，後被夏天行和何鐵男成功獲救並送院，最後康復 於第24集被龐士佳指使的手下槍殺                                                       |
| 何君誠          | 石東升 | Stone、Stone哥 私人保鏢副主管，索倫的卧底 龐士佳保鏢的兒子，其父後因龐的兒子因被綁架後精神失常感到內疚而自殺身亡，其後被龐士佳當為親生兒子養育成人 於第19集參加拳賽，後擊敗 於第24集受命龐士佳槍殺呂慧冰，但最終放棄 於第25集為了保護夏天行而被龐士佳錯手擊斃，在死前向夏天行坦誠講出真相，並交出手機中的影片予夏天行（後轉交警方），證明張非凡與呂慧冰被殺一案無關 |
| 江嘉敏          | 馬斯婷 | Sitting 場地保安，後為私人保鏢 於第10集被張非凡派去英國公幹，後回港 於第14集因網上留言被記者追訪遭展國峰暫時停職 參見馬家 |
| 伍允龍          | 何鐵男 | Iron 私人保鏢（第10集起） 參見高家、何家、鷹奇拳館 |
| 陳志健          | 李子勤 | 保鏢／要員保護組負責人 展國鋒之手下 於第19集參加拳賽，後擊敗 |
| 陳國峰          | 蔡柏健 | 保鏢 展國鋒之手下 於第19集參加拳賽，後擊敗 |
| 姚宏遠          | 陳奕文 | 保鏢 |
| 彭紀諺          | 莫成武 | 保鏢 |
| 盧偉文          | 趙立明 | 保鏢 |
| 林宥喬          | 陳健樂 | 保鏢 |
| 余應彤          | 鄺嘉希 | 保鏢 |
| 方紹聰          | 李正東 | 場地保安 |
| 李嘉晉          | 魏滿華 | Simon 場地保安 |
| 周梓盈          | 蕭翠琳 | 場地保安 |
| 趙璧渝          | 劉倩兒 | 場地保安 |
| 羅欣羚          | 曾麗嫻 | 場地保安 |
| 沈愛琳          |        | 接待員 |
| 吳子冲          |        | 威信職員（第9集） |
| 鄒兆霆          |        | 威信新保鏢（第9集） |
| 程浩駿          |        | 威信新保鏢（第9集） |

### 非揚集團
| 演員   | 角色   | 暱稱／關係 |
| 石 修  | 尹成亨 | Hunter、亨少、非揚集團之股東 於第25集收購非揚集團 於第27集和何鐵男對質時表面上與其互相槍殺身亡，實為被展國鋒擊斃 參見騎士會 城府極深，且為拳擊高手，深藏不露，對付蔣萬祺手下只用十招之內全面壓制，政商界神話 |
| 王浩信 | 張非凡 | Fever 行政總裁 著名KOL／網絡教主 於第25集因資料外泄而破產並出售給尹成亨 參見高家、张家 |
| 沈可欣 | 張彩瑤 | Yolanda、Yo姐 管賬 參見張家 |
| 許家傑 | 徐德寶 | Double 張非凡之大學同學兼得力助手，與其情同兄弟 1988年出生，2018年逝世 大學畢業後前往非揚應徵途中，在升降機中對非揚加以讚美，而被張非凡賞識，繼而加入非揚 幫助張非凡並隱暪其真正身份也假冒其兄弟，最後被拆穿 於第28集調查展國鋒的連接器時因VR景象而嘔白泡，最後死亡（實為被龐士佳與其手下在VR世界將他從高空拋下致死），其後屍體被展國鋒槍擊 |
| 謝可逸 | 曾暢言 | Sean 心戰室職員 姚家美之男友 |
| 莫家淦 | 游北海 | Buddy 心戰室職員 |
| 丁樂鍶 | 沈美雅 | Mia 心戰室職員 於第12集被蔣萬祺拿父母的性命及債務要脅而出賣張非凡，後被張非凡得知，但因把兩個遊戲的設計外洩及令很多員工辭職而被其不情願解僱，後得到其用私人帳戶送來的三百萬 |
| 江嘉敏 | 馬斯婷 | Sitting 於第15集被張非凡推薦加入心戰室，成為心戰室清潔主任（CO），後成為非凡的攝影小跟班 參見馬家 |

### 金融危機應變小組（於1998年金融危機後解散，部分成員私下組成騎士會）
| 演員   | 角色     | 暱稱／關係 |
| 石 修  | 尹成亨   | Hunter、亨少 金融危機應變小組主席 時任財政司 參見騎士會 角色影射曾蔭權 |
| 潘芳芳 | 蒲范卓樺 | Winnie、蒲范、蒲太 金融危機應變小組的二把手 時任保安局局長 參見騎士會 角色影射葉劉淑儀 |
| 黃子雄 | 顏世柱   | NG 金融危機應變小組成員 時任刑事檢控專員 參見騎士會 |
| 鄭子誠 | 展國鋒   | 本劇第二大反派 Raymond 金融危機應變小組成員 時任政治部督察 參見索倫 |
| 邵卓堯 | 駱志堅   | George 金融危機應變小組成員 時任政治部探員 後被尹成亨保送到英國，隱姓埋名當管家 受展國鋒指使殺害何鐵男（高皓然）、張非凡（高皓鳴）、夏天行（高皓謙）之父母和贾汉生并嫁祸蒋万祺，於第21集被識穿身份後為保護尹成亨而自殺（第10-11、20-23、27、29集）   |
| 張本立 | 龍家俊   | Herman 金融危機應變小組成員 時任政治部探員 後被尹成亨保送到英國，隱姓埋名經營酒莊 受展國鋒指使殺害何鐵男（高皓然）、張非凡（高皓鳴）、夏天行（高皓謙）之父母和贾汉生并嫁祸蒋万祺，於第21集被識穿身份後為保護尹成亨而自殺（第10-11、20-23、27、29集） |
| 魏惠文 | 曾審銘   | 金融危機應變小組成員 時任終審法院常任法官 參見騎士會 |

### 騎士會
- 于第30集瓦解

| 演員   | 角色   | 暱稱／關係 |
| 石 修  | 尹成亨 | 金管局副總裁／前金融危機應變小組主席 楊青青之世叔父，後為其契爺 一直很欣賞張非凡，想把他拉進騎士會 表面上為張非凡、夏天行、何鐵男之殺父仇人並多年來把責任退給蔣萬祺，但實為展國峰所設之局 於第25集為騎士會收購非揚集團 於第27集和何鐵男對質時表面上與其互相槍殺身亡，實為被展國鋒擊斃 角色影射前行政長官曾蔭權 |
| 王浩信 | 張非凡 | Fever 獲尹成亨賞識，三番四次被邀請加入騎士會 於第28集成為主席 參見高家、張家 |
| 潘芳芳 | 范卓樺 | Winnie、蒲范、蒲太 保安局局長 創會會員 曾為金融危機應變小組成員 在會内的影響力僅次於尹成亨，二號領導人，大小事圴由其和尹成亨決定 於第29集被廉政公署請去協助調查 角色影射立法會議員、前保安局局長葉劉淑儀 |
| 黃子雄 | 顏世柱 | NG 刑事檢控專員 曾為金融危機應變小組成員 隱瞞尹成亨自行命令蔡德力擊殺蔣萬祺及命令展國鋒擊殺龐士佳 與張非凡不和，並懷疑其身份，後和好 於第29集被廉政公署請去協助調查 於第30集交代被法院裁定刑責罪成入獄 |
| 黃栢文 | 杜景新 | 阿杜 警務處助理處長 於第23集因官商嫖妓名單被公開而懷疑自己被尹成亨出賣而與他反目並被逐出騎士會，後被蔣萬祺禁錮但被展國鋒救回並最後被騎士會逼辭去之職 |
| 魏惠文 | 曾審銘 | 終審法院常任法官 曾為金融危機應變小組成員 於第29集被廉政公署請去協助調查 |
| 余子明 | 余立知 | 香港大學商學院院長 金融危機後才加盟騎士會 於第29集被廉政公署請去協助調查 |
| 紀保羅 | 霍耀聰 | 香港著名家族後人 於第29集被廉政公署請去協助調查 |
| 洪資訊 | 鄭海源 | Dr. Cheng 香港醫學會會長 於第29集被廉政公署請去協助調查 |
| 鄭子誠 | 展國鋒 | 本劇第二大反派 Raymond 騎士會成員之一，實為索倫所派的卧底 參見威信國際保安公司 |

### 蔣皇朝集團
- 于第23集瓦解

| 演員   | 角色   | 暱稱／關係 |
| 秦 煌  | 蔣萬祺 | 蔣翁 主席 張非凡之天敵 馬斯婷之殺父仇人 與應金培勾結，後反目 數年前與馬斯婷之父合作，後出賣其，並間接令其父母跳樓自殺身亡 於第4集登場 於第23集事敗被警方通緝，表面因拒捕而被擊斃，實為被展國鋒及顏世柱指使的蔡德力擊斃 |
| 李天縱 | 鄧碩芝 | Gigi 秘書兼保鑣 女拳王，可與兄弟三人幫交手不落下風，但被尹成亨十招內壓制 於第4集登場 於第23集為保護蔣萬祺而被警方擊斃                                                                                                  |
| 阮 兒  | 劉 菲  | Faye 保鑣 于第4集登场 於第23集為保護蔣萬祺而被警方擊斃 |
| 白 雲  | 吳黛娜 | Nana 保鑣 于第4集登场 於第23集為保護蔣萬祺而被警方擊斃 |

### 國際刑警
| 演員   | 角色   | 暱稱／關係                              |
| 朱晨麗 | 楊青青 | Madam Young、青青 本名：賈青青 参见贾家 |
| 霍健邦 | 洪 燁  | 楊青青之下屬                            |
| 鄧永健 | 林禮豪 | 楊青青之下屬                            |
| 董敬文 | 程建森 | 楊青青之下屬                            |

### 鷹奇拳館
| 演員   | 角色   | 暱稱／關係 |
| 林 偉  | 羅英奇 | 羅師傅 館主兼創館人 何鐵男、戴安信之師父 十多年因誤將打敗何鐵男的拳手的經理人擊斃而被判入獄六年 被張非凡收買後假意回歸，慫恿何鐵男再打拳，目睹拳館眾人表現後略為動容 於第12集登場 於第20集被買兇殺害 |
| 楊證樺 | 戴安信 | 大師兄 羅英奇之大徒弟 何鐵男之師兄，曾經反目，最後和好 陳鈴之師兄 于第4集登场 |
| 伍允龍 | 何鐵男 | Iron 前學徒 羅英奇之徒弟 戴安信之師弟 陳鈴之師兄 參見高家、何家、威信國際保安公司 |
| 劉穎鏇 | 陳 鈴  | Zero、阿鈴 西洋拳女拳手／西洋拳女教練 戴安信、何鐵男之師妹 參見陳家 |

### 索倫
- 于第30集瓦解

| 演員   | 角色       | 暱稱／關係 |
| 潘志文 | 龐士佳     | 本剧终极大反派 化名索倫 首領 國際金融大鱷，曾引發金融危機 多年利用深網向騎士會報復，因為騎士會的尹成亨綁架他的兒子，但其實是展國鋒所做 懂得催眠術，經常出現在VR世界之中 於第23集被提及，於第24集以蒙面与展国锋见面 於第24集因Holyman發現索倫的秘密而派人去刺殺其 於第24集指示石東升殺死呂慧冰，並嫁禍於張非凡，後被識破 於第25集正式登场，同集被張非凡、夏天行、何鐵男、楊青青得知真正身份 於第25集被展國鋒擊斃（實為一個局） 於第28、29集利用VR世界殺死徐德寶、展國鋒，並引起股市暴跌，導致金融危機再度出現 於第30集被楊青青拘捕 角色影射索羅斯 |
| 黃祥興 | John Smith | M9高級情報主任，實為索倫成員 龐士佳之手下 於第4集登場 於第30集受龐士佳命令追殺張非凡等人，令馬斯婷墜海失蹤後反被夏天行打死 |
| 鄭子誠 | 展國鋒     | Raymond 本剧第二大反派 威信國際保安公司營運總裁 派駱志堅及龍家俊殺害何鐵男（高皓然）、張非凡（高皓鳴）、夏天行（高皓謙）之父母和賈漢生 曾為金融危機應變小組成員兼政治部督察，但不信任尹成亨。 多年來暗中協助騎士會，於第24集加入騎士會，其實為索倫所派的卧底，但因行事謹慎，而末被發現， 因不信任尹成亨能擊敗龐士佳，和駱志堅及龍家俊綁架龐士佳兒子 於第26集與顏世柱討論，被跟蹤的何鐵男和夏天行偷聽 於第27集槍殺何鐵男和尹成亨，並嫁禍給張非凡 於第28集開始被張非凡懷疑其真正身分 於第29集在張非凡及夏天行設局下承認自己槍殺何鐵男及尹成亨 於第29集在VR世界被龐士佳知道自己绑架他的兒子而被他手下攻打，最後嘔白泡死亡（實為被其手下從高處拋下） 參見威信國際保安公司、騎士會 |
| 何君誠 | 石東升     | Stone、Stone哥 受命於索倫，潛伏夏天行身旁為臥底 打算殺害呂慧冰，但最終因感情深厚而放棄 於第25集背叛索倫，替夏天行擋槍而亡 參見威信國際保安公司 |

### 其他演員
| 演員       | 角色           | 暱稱／關係 |
| 杜燕歌     | 應金培         | 維納斯模特兒公司主席 表面經營模特兒公司，實為從事賣淫生意 與蔣萬祺、黃達中勾結，後反目 於第6集登場 於第8集涉嫌謀殺姚家美被警方拘捕 |
| 彭懷安     | 陳老闆         | 商人（第1集） |
| 袁鎮業     | 標             | 軍火商（第1集） |
| 陳家良     |                | 標之手下（第1集） |
| 范仲恆     |                | 標之手下（第1集） |
| 崔建邦     | 羅 基          | 黑客 擁有英國開發的全球監測系統及暗中對付政府的匿名者名單，因此被英國M9、國際刑警、PDS追捕，之後被張非凡得知與其達成以英國開發的全球監測系統及暗中對付政府的匿名者名單換來得到其幫忙與Rosa隠世埋名的交易，而被其安排假扮菲律賓拳手 於第3集企圖槍殺楊青青時被警方槍殺（第1-3集） |
| 陳偉洪     | Marlon Go      | 菲律賓拳手（第1、3集） |
| 梁裕恆     | Nash Tan       | 菲律賓拳手（第1-3集） |
| 煒 烈      | 威 廉          | 菲律賓之拳館館主（第1、3集） |
| 吳瑞庭     | 周耀麟         | 拳擊協會主席（第1、3集） |
| 易宇航     |                | M9特務（第1-3集） |
| 鄭恕峰     | 趙百年         | 腩叔 張大榮之好友 電影公司合作夥伴 於第12集綁架張彩瑤 |
| 鬼 塚      | 查可富         | 茶叔 張大榮之好友 電影公司合作夥伴 於第12集綁架張彩瑤 |
| 陳嘉慧     |                | 記者（第1、4、6、12集） |
| 曾航生     | 黃達中         | 黃Sir 重案組高級督察，實為黑警 何鐵男之上司，與其不和，後反目 與應金培勾結，後反目 透過包庇維納斯模特兒公司來獲利，從而購買它們的服務 於第8集被何鐵男槍傷被捕 |
| 李啟傑     | 張偉德         | 重案組警員 何鐵男之下屬 於第2集被Chekhov槍殺並殉職 |
| 葉家泓     | 譚梓良         | 重案組警員 何鐵男之下屬 |
| 陳建文     | 呂逸朗         | 重案組警員 何鐵男之下屬 |
| 吳展驊     | 區超洪         | 重案組警員 何鐵男之下屬 |
| 吳綺珊     |                | 記者（第1、6、12、15、22-23、29-30集） |
| 黃建東     | Patrick        | 拳館經理（第2集） |
| 張文傑     | 拳館教練       | 拳館教練 張非凡的拳擊教練，但隨後被石東升輕鬆擊敗（第2集） |
| 布偉傑     | Chekhov        | PDS成員 於第2集被捕，但後來成功逃走 於第4集被何鐵男報仇勒死（第2-4集） |
| 吳香倫     |                | 駐場歌手（第2集） |
| 蘇麗明     | 娜 姐          | 伙記（第2、4、5、7-12、16集） |
| 江富強     | 培 哥          | 伙記（第2、4、5、7-12、16集） |
| 劉桂芳     |                | 街坊（第2、9集） |
| 黃梓瑋     |                | 街坊（第2、9集） |
| 蕭凱欣     |                | 顧客（第2集） |
| 張韋怡     |                | 經理（第2集） |
| 鍾志光     | 保 賢          | 官員（第2集） |
| 黃 欣      |                | 護士（第2集） |
| 潘冠霖     |                | 蒲范卓樺之秘書（第2集） |
| 潘冠霖     | 主持（第13集） | |
| 蔡國慶     | 肥佬偉         | 雜誌社社長（第2、12、22-23集） |
| 梁 茵      |                | 肥佬偉之秘書（第2集） |
| 黃穎君     |                | 尹成亨之秘書（第3、8集） |
| 劉溫馨     | Rosa           | 羅基之女友 於第2集被張非凡交代為尋找羅基而前往菲律賓 於第3集與馬斯婷被PTS綁架 於第4集被張非凡拯救，後從其得知羅基已經死亡而感到悲傷，後被菲律賓警方拘捕，被捕前把自己與羅基共有的紋身給張非凡拍下，最後被楊青青交代扣押在英國M9（第3、4集）                                     |
| 胡 㻗      | 金志彬         | 韓國拳手 |
| 姚浩政     |                | 裁判（第4、7、18-19集） |
| 衛志豪     |                | 主持（第4、7、18集） |
| 胡美貽     |                | 拳賽女郎（第4、7、18集） |
| 邱晴       |                | 拳賽女郎（第4、7、18集） |
| 楊 埕      | Sandra         | 初夜少女（第6-8集） 喜歡張非凡 |
| 陳戩浩     |                | 張非凡之助手（第4集） |
| 李顯曜     |                | 張非凡之助手（第4集） |
| 伍禮騫     | 田志光         | （第4、13集） |
| 潘梓鋒     | Billy          | 展覽負責人（第4集） |
| 文雅       | 姚家美         | Yumi 展覽模特兒 於第5集跳樓自殺身亡（第4、5集） |
| 葉蒨文     | Zita           | 模特兒（第4、5集） |
| 鄧伊婷     | Connie         | 模特兒（第4、5集） |
| 蘇可欣     | Fiona          | 模特兒（第4、5集） |
| Jayce Loh  |                | 模特兒（第4、5集） |
| 張詩欣     |                | 珠寶佩戴專人（第4集） |
| 蔡康年     | 莊 生          | 富商（第4集） |
| 曾健明     | 倪正強         | 假證件製作人，假扮衣服製造人 於第4集被夏天行要求回歸前的香港證件，後告訴其不慬製作後被其拿十萬企圖收買後反欺騙其，卻被其識破，後於第5集間接令其及何鐵男互打後把錢還給其（第4-5集）                                                                                              |
| 譚焯升     |                | 應金培之保鏢（第4、6-8集） |
| 鄭詠謙     |                | 應金培之保鏢（第4、6-8集） |
| 關梓陽     |                | 車房仔（第5集） |
| 何佩珉     | 王阮薇         | 越南女拳王（第6、7集） |
| 鄭麗莎     | 朴太妍         | 韓國女拳王（第6、7集） |
| 黎寬怡     |                | 拳賽女郎（第7、18集） |
| 彭翔翎     |                | 拳賽女郎（第7、18集） |
| 陳諾忠     |                | 拳賽職員（第7集） |
| 鄭衍峰     |                | 拳賽職員（第7集） |
| 楊瑞麟     | 呂Sir          | 警務處高官（第8集） |
| 邵展鵬     |                | 職員（第8集） |
| 羅永健     |                | CID（第8集） |
| 劉嘉琪     |                | 物理治療師（第9集） |
| 孟苑榕     |                | 女教練（第9集） |
| 鄧嘉傑     |                | 應徵者（第9集） |
| 何晉樂     |                | 應徵者（第9集） |
| 黃耀煌     |                | 拳手（第9集） |
| 司徒暉     |                | 拳館教練（第9集） |
| 區軒瑋     |                | 退休警長（第9集） |
| 林浩文     |                | 拳擊學生（第10、12集） |
| 陳榮峻     | 歐陽烈         | 夏天行（高皓謙）之養父，經常虐待其，後被其禁錮於英國大宅內 賈漢生之好友（第10-11、20-21集） |
| 梁百川     |                | 侍應（第10集） |
| 趙樂賢     | 蔣劍超         | 蔣萬祺之侄 創新科技局局長候選人 原本與張非凡爲敵，但後來被其收買其叔並放棄創新科技局局長之職（第12-13集） |
| 李忠希     | 剛             | 黑社會大佬（第12集） |
| 梁雯蔚     |                | 主播（第13、23集） |
| 李宗彥     |                | 少年男（第14集） |
| 繆家慶     |                | CID（第14集） |
| 黃榮燊     |                | 拳賽搞手（第14集） |
| 林泳淘     |                | Joanne（第14-15集） |
| 張雪瑩     |                | 醫生（第15集） |
| 菲律賓小孩 | Paul           | 菲律賓小孩 |
| 朱樂洺     |                | 騙子（第16集） |
| 歐錦棠     |                | 裁判（第16集） |
| 陳康健     |                | 青年（第16集） |
| 羅浩銘     | Mr. T          | 拳手（第18-19集） |
| 唐嘉麟     | Holyman        | 暗網神秘人 於第24集因發現索倫的秘密而被滅口（第19、22、24集） |
| 焦浩軒     | 伍兆棠         | 街坊（第20集） |
| 馮奕森     |                | 蔣萬祺之殺手（第22集） |
| 招浩明     |                | 神秘人（第24集） |
| 李善恆     |                | 神秘人（第24集） |
| 利穎怡     |                | CID（第24集） |
| 邵展鵬     |                | 徐德寶之同學（第28集） |
| 鄒兆霆     |                | 徐德寶之同學（第28集） |
| 鄧嘉傑     |                | 徐德寶之同學（第28集） |
| 張國強     |                | 財政司司長（第29集） |
| 程皓       |                | 主播（第29集） |
| 鄭雋熹     |                | 廉政公署調查員（第29集） |
| 伍樂怡     |                | 廉政公署調查員（第29集） |
| 吳天佑     |                | 廉政公署調查員（第29集） |
| 甄懋強     |                | 四大富豪 原本想幫張非凡拯救香港股市，但後被龐士佳要脅（第29集） |
| 潘卓明     |                | 四大富豪 原本想幫張非凡拯救香港股市，但後被龐士佳要脅（第29集） |
| 陳佳琳     |                | 四大富豪 原本想幫張非凡拯救香港股市，但後被龐士佳要脅（第29集） |
| 劉日東     |                | 四大富豪 原本想幫張非凡拯救香港股市，但後被龐士佳要脅（第29集） |
| （未登場） | 羅夫           | |

## 感應
感應是存在於何鐵男（高皓然）、張非凡（高皓鳴）及夏天行（高皓謙）三兄弟之間的一種互助互救的特殊能力。
當其中一個人有生命危險時，感應就會產生。其餘二人會看到出事那一個的情況，而有危險的一個會暫時借走其他兄弟的能力自救。
- 在2005年10月20日, 夏天行在英國被一群外國人打至半死時, 與當時正在打拳賽的何鐵男產生感應。夏天行借用何鐵男的拳術擊退外國人自救, 但何鐵男因感應而失神及失去能力被對手擊敗（何鐵男同時看到夏天行被追打及自救的情況）。當時張非凡在遊戲機中心打遊戲, 亦同時看到夏天行被追打及自救的情況。

## 單元
整部劇是以單元劇的形式出現，並通過12個案子逐步揭開三兄弟身份的神秘面紗，每個案子相互聯繫。 單元如下：
1. 監控之爭(1-4集)
2. 藍寶石之死(4-6集)
3. 古堡之謎(6-8集)
4. 雙重綁架(12-13集)
5. 拳王之罪(12-20集)
6. 激戰菲律賓(16-17集)
7. 感應背後(18-19集)
8. 消失的檔案(20-22集)
9. 影子兄弟(22-23集)
10. 幕後黑手(24-26集)
11. 決戰英倫(27-28集)
12. 虛擬反擊(29-30集)

## 收視
本劇於香港無綫電視翡翠台及myTV SUPER7日跨平台總收視之紀錄：
| 週次 | 集數  | 日期                    | 收視率 | 備註                   |
| 1    | 1-5   | 2018年11月12日-11月16日 | 27點   | 星期一至五總收視26.6點 |
| 2    | 6-9   | 2018年11月20日-11月23日 | 27點   | 星期二至五總收視26.7點 |
| 3    | 10-14 | 2018年11月26日-11月30日 | 27點   | 星期一至五總收視26.7點 |
| 4    | 15-19 | 2018年12月3日-12月7日   | 27點   | 星期一至五總收視26.5點 |
| 5    | 20-24 | 2018年12月10日-12月14日 | 27點   | 星期一至五總收視26.9點 |
| 6    | 25-30 | 2018年12月17日-12月22日 | 27點   | 星期一至六總收視27點   |
| 全劇 | 全劇  | 全劇                    | 27點   | 全劇平均總收視26.7點   |

本剧于香港无线电视翡翠台在广州同步播放收视之纪录：
| 週次 | 集數  | 日期                    | CSM省网 | CSM市网 | 合计 | 收视份额 | 电视剧周排名 |
| 1    | 1-5   | 2018年11月12日-11月16日 | 1.4     | 1.15    | 2.55 | 8.27%    | 5            |
| 2    | 6-9   | 2018年11月20日-11月23日 | 1.44    | 1.29    | 2.73 | 8.93%    | 5            |
| 3    | 10-13 | 2018年11月26日-11月29日 | 1.7     | 0.95    | 2.65 | 8.68%    | 3            |
| 4    | 14-18 | 2018年12月3日-12月7日   |         |         |      |          |              |
| 5    | 19-21 | 2018年12月10日-12月14日 | 1.62    | 1.25    | 2.87 | 9.86%    | 3            |
| 6    | 24-28 | 2018年12月17日-12月21日 |         |         |      |          |              |
| 7    | 29-30 | 2018年12月22日          |         |         |      |          |              |
| 全劇 |       |                         |         |         |      |          |              |

## 記事
- 2017年9月27日：此劇於12:30在將軍澳電視廣播城一廠Common Room舉行造型記者會。[2]
- 2017年10月18日：王浩信、楊明、伍允龍、劉穎鏇、朱晨麗、江嘉敏、陳庭欣等、出發英國拍攝外景戲。
- 2018年1月29日：王浩信、楊明、伍允龍、劉穎鏇、江嘉敏、陳庭欣等、出發菲律賓拍攝外景戲。
- 2018年3月4日：此劇舉行收工飯局，楊明、伍允龍、劉穎鏇、朱晨麗、江嘉敏等演員出席。
- 2018年9月25日：TVB POWER 「戲劇最強 好戲連場」記者會。
- 2018年11月5日-9日：《兄弟 爆機序章》晚上8:25翡翠台播出。
- 2018年11月6日：此劇於13:00在將軍澳智選假日酒店舉行「Game Starts」記者會。
- 2018年11月10日：此劇於12:30在荃灣廣場L1中庭舉行「感應相知 能量互通」宣傳活動。
- 2018年11月19日：由於20:30-23:00直播《萬千星輝賀台慶》，當天本劇暫停播映。
- 2018年11月22日：此劇於14:30在荃灣灰窰角街42-44號豐盛中心1樓全層Fighting Art Center舉行「生死相搏 再戰擂台」宣傳活動。
- 2018年12月2日：此劇於14:00在將軍澳工業村駿才街77號電視廣播城二樓中菜廳舉行「虛擬較高下」宣傳活動。
- 2018年12月12日：此劇於12:45在馬鞍山西沙路608號馬鞍山廣場二樓中庭舉行「抽絲剝繭 揭開陰謀」宣傳活動。
- 2018年12月19日：此劇於12:30在尖沙咀港鐵站A1出口地面舉行「兄弟出巡 與你同行」宣傳活動。
- 2018年12月22日：此劇於星期六21:30-22:30播映大結局（第30集）。

## 軼事
- 此劇「展國鋒」原定由林韋辰飾演，後改由鄭子誠飾演[3]。
- 此劇是劉穎鏇首部擔任第一女主角的電視劇。
- 此劇是王浩信繼2012年《名媛望族》、2013年《法外風雲》、2015年《東坡家事》、2016年《致命復活》及2017年《溏心風暴3》第6年擔任台慶劇男主角之一。
- 此劇是張武孝（時隔38年）再度回巢無綫電視的首部電視劇。
- 此劇是石修（時隔5年）以部頭合約形式再度回巢無綫電視的首部電視劇。
- 2018年12月15日，深水埗有人將錢從天而降，可能參考本劇第一集張非凡（王浩信飾）派錢環節[4]。
- 2018年12月22日此劇大結局後一直未有再安排自製劇在同一時段播出，直至6個月多後於2019年6月24日播出《好日子》為止。[5]
- 此劇中王浩信是楊明之兄，但實際上楊明較王浩信大3歲。

## 提名及獎項

### 萬千星輝頒獎典禮2018
| 獎項                    | 單位             | 結果             |
| ----------------------- | ---------------- | ---------------- |
| 馬來西亞最喜愛TVB男主角 | 王浩信（張非凡） | 提名（最後三強） |
| 馬來西亞最喜愛TVB男主角 | 楊明（夏天行）   | 提名             |
| 馬來西亞最喜愛TVB男主角 | 伍允龍（何鐵男） | 提名             |
| 馬來西亞最喜愛TVB女主角 | 江嘉敏（馬斯婷） | 提名             |
| 馬來西亞最喜愛TVB女主角 | 劉穎鏇（陳鈴）   | 提名             |
| 馬來西亞最喜愛TVB女主角 | 陳庭欣（呂慧冰） | 提名             |
| 馬來西亞最最喜愛劇集    | 兄弟             | 提名             |
| 新加坡最喜愛TVB男主角   | 王浩信（張非凡） | 提名             |
| 新加坡最喜愛TVB男主角   | 楊明（夏天行）   | 提名             |
| 新加坡最喜愛TVB男主角   | 伍允龍（何鐵男） | 提名             |
| 新加坡最喜愛TVB女主角   | 江嘉敏（馬斯婷） | 提名             |
| 新加坡最喜愛TVB女主角   | 劉穎鏇（陳鈴）   | 提名             |
| 新加坡最喜愛TVB女主角   | 陳庭欣（呂慧冰） | 提名             |
| 最佳劇集                | 《兄弟》         | 提名             |
| 最佳男主角              | 王浩信（張非凡） | 提名（最後五強） |
| 最佳男主角              | 楊明（夏天行）   | 提名             |
| 最佳女主角              | 朱晨麗（楊青青） | 提名             |
| 最受歡迎電視女角色      | 江嘉敏（馬斯婷） | 提名             |
| 最佳女配角              | 劉穎鏇（陳鈴）   | 提名             |
| 最佳女配角              | 陳庭欣（呂慧冰） | 提名             |
| 最受欢迎電視歌曲        | 王浩信《非凡》   | 提名             |
| 最受欢迎電視歌曲        | 菊梓喬《別再怕》 | 提名             |

### 觀眾在民間電視大奬2018
| 獎項         | 單位                                          | 結果 |
| ------------ | --------------------------------------------- | ---- |
| 最佳劇集     | 《兄弟》                                      | 提名 |
| 最佳劇本     | 《兄弟》                                      | 提名 |
| 最佳男主角   | 王浩信（張非凡）                              | 提名 |
| 最佳男主角   | 楊明（夏天行）                                | 提名 |
| 最佳女主角   | 江嘉敏（馬斯婷）                              | 提名 |
| 最佳男配角   | 伍允龍（何鐵男）                              | 提名 |
| 最佳女配角   | 朱晨麗（楊青青）                              | 提名 |
| 最佳女配角   | 劉穎鏇（陳鈴）                                | 提名 |
| 最佳女配角   | 陳庭欣（呂慧冰）                              | 提名 |
| 最佳戲劇拍檔 | 王浩信、楊明、伍允龍、 江嘉敏、朱晨麗、劉穎鏇 | 提名 |
| 最佳電視歌曲 | 王浩信《非凡》                                | 提名 |
| 最佳電視歌曲 | 菊梓喬《別再怕》                              | 提名 |

### 香港電視大奬2018
| 獎項             | 單位                 | 結果 |
| ---------------- | -------------------- | ---- |
| 劇集獎           | 《兄弟》             | 待定 |
| 男主角獎（劇集） | 王浩信（張非凡）     | 提名 |
| 女主角獎（劇集） | 江嘉敏（馬斯婷）     | 提名 |
| 女主角獎（劇集） | 朱晨麗（楊青青）     | 提名 |
| 女配角奬（劇集） | 劉穎鏇（陳鈴）       | 提名 |
| 女配角奬（劇集） | 陳庭欣（呂慧冰）     | 提名 |
| 劇集及節目歌曲獎 | 《非凡》（王浩信）   | 提名 |
| 劇集及節目歌曲獎 | 《別再伯》（菊梓喬） | 提名 |
| 製作獎           | 《兄弟》             | 提名 |
| 片頭及設計大獎   | 《兄弟》             | 提名 |

## 外部連結
- 《兄弟》新劇特搜 - TVBUSA（页面存档备份，存于）
- 《兄弟爆機序章》tvb.com（页面存档备份，存于）
- 豆瓣电影上《兄弟》的資料 （简体中文）

## 電視節目的變遷

### 港澳播放
| 香港 無綫電視翡翠台／ 澳門 TVB Anywhere翡翠台 星期一至五 20:30-21:30 · 11月19日暫停播映 · 12月22日（星期六）21:30-22:30 | 香港 無綫電視翡翠台／ 澳門 TVB Anywhere翡翠台 星期一至五 20:30-21:30 · 11月19日暫停播映 · 12月22日（星期六）21:30-22:30 | 香港 無綫電視翡翠台／ 澳門 TVB Anywhere翡翠台 星期一至五 20:30-21:30 · 11月19日暫停播映 · 12月22日（星期六）21:30-22:30 |
| --- | --- | --- |
| | 兄弟 （2018.11.12 - 2018.12.22）                                                                                        | |
| 跳躍生命線 （2018.10.08 - 2018.11.09）                                                                                  | 守護神之保險調查 （2018.12.24 - 2019.02.02）                                                                            | |

### 港澳以外地區播放
| 無綫翡翠台香港時區 星期一至五 20:30 - 21:30 | 無綫翡翠台香港時區 星期一至五 20:30 - 21:30 | 無綫翡翠台香港時區 星期一至五 20:30 - 21:30 |
| ------------------------------------------- | ------------------------------------------- | ------------------------------------------- |
|                                             | 兄弟 （2018-11-12 - 2018-12-23）            |                                             |
| 跳躍生命線 （2018-10-08 - 2018-11-09）      | 踩過界 （2018-12-24 - 2019-01-31）          |                                             |

| 新加坡、 马来西亚 翡翠台 星期一至五 20:30 - 21:30 · 11月19日暫停播映 · 12月22日 星期六 21:30 - 22:30 | 新加坡、 马来西亚 翡翠台 星期一至五 20:30 - 21:30 · 11月19日暫停播映 · 12月22日 星期六 21:30 - 22:30 | 新加坡、 马来西亚 翡翠台 星期一至五 20:30 - 21:30 · 11月19日暫停播映 · 12月22日 星期六 21:30 - 22:30 |
| --- | --- | --- |
| | 兄弟 （2018-11-12 - 2018-12-22）                                                                     | |
| 跳躍生命線 （2018-10-08 - 2018-11-09）                                                               | 守護神之保險調查 （2018-12-24 - 2019-02-03）                                                         | |

| 马来西亚 Astro AOD、Astro AOD HD 星期一至五 20:30 - 21:30 · 11月19日暫停播映 | 马来西亚 Astro AOD、Astro AOD HD 星期一至五 20:30 - 21:30 · 11月19日暫停播映 | 马来西亚 Astro AOD、Astro AOD HD 星期一至五 20:30 - 21:30 · 11月19日暫停播映 |
| ---------------------------------------------------------------------------- | ---------------------------------------------------------------------------- | ---------------------------------------------------------------------------- |
|                                                                              | 兄弟 （2018-11-12-2018-12-21）                                               |                                                                              |
| 跳躍生命線 （2018-10-08 - 2018-11-09）                                       | 守護神之保險調查 （2018-12-24 - 2019-02-03）                                 |                                                                              |

| 新加坡 HUB戲劇首選 星期一至五 20:30 - 21:30 · 11月19日暫停播映 · 12月22日21:30-22:30 | 新加坡 HUB戲劇首選 星期一至五 20:30 - 21:30 · 11月19日暫停播映 · 12月22日21:30-22:30 | 新加坡 HUB戲劇首選 星期一至五 20:30 - 21:30 · 11月19日暫停播映 · 12月22日21:30-22:30 |
| ------------------------------------------------------------------------------------ | ------------------------------------------------------------------------------------ | ------------------------------------------------------------------------------------ |
|                                                                                      | 兄弟 （2018-11-12 - 2018-12-22）                                                     |                                                                                      |
| 跳躍生命線 （2018-10-08 - 2018-11-09）                                               | 守護神之保險調查 （2018-12-24 - 2019-02-03）                                         |                                                                                      |

| 澳洲 無綫翡翠台 星期二至六 20:30 - 21:30 11月20日及12月1日暫停播映 12月24日20:30-22:30 | 澳洲 無綫翡翠台 星期二至六 20:30 - 21:30 11月20日及12月1日暫停播映 12月24日20:30-22:30 | 澳洲 無綫翡翠台 星期二至六 20:30 - 21:30 11月20日及12月1日暫停播映 12月24日20:30-22:30 |
| -------------------------------------------------------------------------------------- | -------------------------------------------------------------------------------------- | -------------------------------------------------------------------------------------- |
|                                                                                        | 兄弟 （2018-11-13 - 2018-12-24）                                                       |                                                                                        |
| 跳躍生命線 （2018-10-09 - 2018-11-10）                                                 | 守護神之保險調查 （2018-12-25 - 2019-02-03）                                           |                                                                                        |

| 中华人民共和国優酷視頻 星期一至五 20:30-21:30 · 11月19日暫停播映 · 12月23日 20:30-22:30 | 中华人民共和国優酷視頻 星期一至五 20:30-21:30 · 11月19日暫停播映 · 12月23日 20:30-22:30 | 中华人民共和国優酷視頻 星期一至五 20:30-21:30 · 11月19日暫停播映 · 12月23日 20:30-22:30 |
| --------------------------------------------------------------------------------------- | --------------------------------------------------------------------------------------- | --------------------------------------------------------------------------------------- |
|                                                                                         | 兄弟 (2018-11-12-2018-12-23)                                                            |                                                                                         |
| 跳躍生命線 （2018-10-08 - 2018-11-09）                                                  | 特技人 (2018-12-24-2019-01-10)                                                          |                                                                                         |

| 新加坡 HUB娛家戲劇台 每晚 19:00 - 20:00                                    | 新加坡 HUB娛家戲劇台 每晚 19:00 - 20:00 | 新加坡 HUB娛家戲劇台 每晚 19:00 - 20:00 |
| -------------------------------------------------------------------------- | --------------------------------------- | --------------------------------------- |
|                                                                            | 兄弟 （2019-01-14 - 2019-02-12）        |                                         |
| 是咁的，法官閣下 （2018-12-19 - 2019-01-12） 星和璀璨星光夜 （2019-01-13） | 溫暖的弦 （2019-02-13 - 2019-04-01）    |                                         |

| 马来西亚 Astro華麗台、Astro華麗台HD 星期六至日 16:00 - 19:00（3集連播） · Encore好氣勢 | 马来西亚 Astro華麗台、Astro華麗台HD 星期六至日 16:00 - 19:00（3集連播） · Encore好氣勢 | 马来西亚 Astro華麗台、Astro華麗台HD 星期六至日 16:00 - 19:00（3集連播） · Encore好氣勢 |
| -------------------------------------------------------------------------------------- | -------------------------------------------------------------------------------------- | -------------------------------------------------------------------------------------- |
|                                                                                        | 兄弟 （2019-11-09 - 2019-12-14）                                                       |                                                                                        |
| 是咁的，法官閣下 （2019-10-12 - 2019-11-09）                                           | 城寨英雄 （2019-12-14 - 2020-01-12）                                                   |                                                                                        |